# Каденюк Леонід Костянтинович

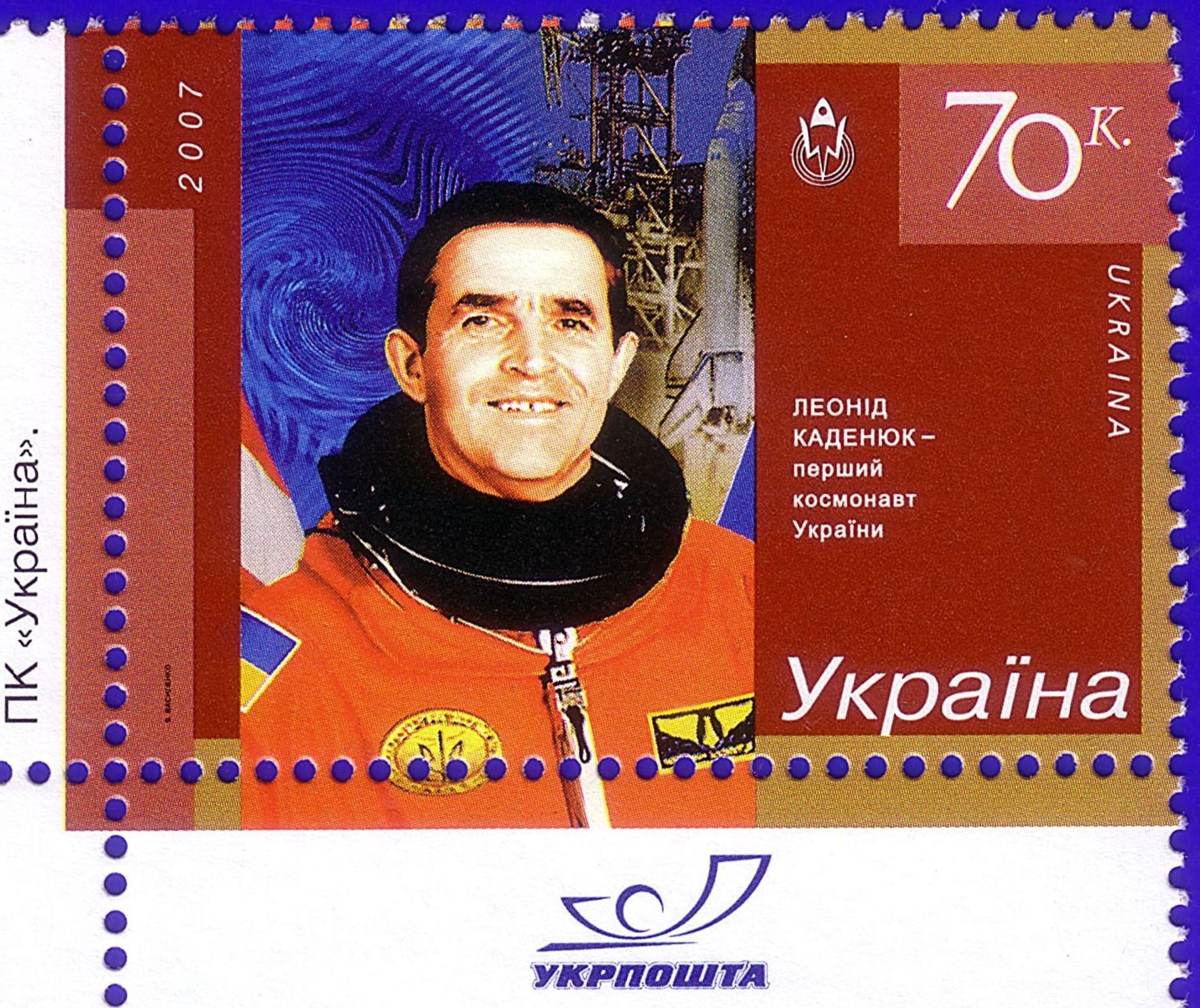
Поштова марка Пошти України «Л. Каденюк — перший космонавт України» (№ 813, 12.04.2007)

Леоні́д Костянти́нович Каденю́к (28 січня 1951, Клішківці, Чернівецька область, Українська РСР — 31 січня 2018, Київ, Україна) — український льотчик-випробувач 1-го класу, політичний діяч, генерал-майор авіації, перший і єдиний космонавт незалежної України, народний депутат України 4-го скликання (2002—2006), Народний Посол України, Герой України (1997), кавалер ордена «За заслуги» III ступеня (2011), кавалер ордена «За мужність» (1998). Почесний громадянин міста Чернівці. Генерал-майор Збройних Сил України, Президент Аерокосмічного товариства України, радник Прем'єр-міністра України та Голови Державного космічного агентства України, радник та помічник Президента України з питань авіації і космонавтики. Почесний доктор Чернівецького Національного університету імені Ю. Федьковича.

## Життєпис
Народився 28 січня 1951 року в селі Клішківці Хотинського району Чернівецької області в сім'ї сільських учителів разом з братом Сергієм. Мрія про космос зародилась у Каденюка у віці 10 років, після польоту Юрія Гагаріна. Мати майбутнього астронавта бачила його як лікаря.
1967 року після закінчення середньої школи зі срібною медаллю вступив до Чернігівського вищого військового авіаційного училища льотчиків (ЧВВАУЛ). Проте юному Каденюку було тоді 16, а приймали тільки з 17 років. Тому мати поїхала до РАЦСу й змінила запис. І вже «старший» на рік Леонід вступив до Чернігівського вищого військового авіаційного училища льотчиків, де отримав диплом льотчика-інженера за спеціальністю «Пілотування та експлуатація літальних апаратів».
Після закінчення в 1971 році ЧВВАУЛ та отримання диплома льотчика-інженера за спеціальністю «Пілотування та експлуатація літальних апаратів» працював льотчиком-інструктором ЧВВАУЛ.
У серпні 1976 року відібраний до загону радянських космонавтів у групу багаторазової космічної системи «Буран». Після тривалих фізичних і психологічних тренувань із 9000 претендентів було відібрано дев'ятьох. Леонід Каденюк — у їхньому числі.

### Космонавт-випробовувач
У 1977 році закінчив Центр підготовки льотчиків-випробувачів. Здобув диплом і кваліфікацію «льотчик-випробувач» та космонавт-випробувач.
У 1977–1979 роках пройшов загальнокосмічну підготовку і здобув кваліфікацію космонавта-випробувача. Крім того, він здобув унікальні інженерні та льотні навики під час підготовки до космічних польотів.
З 1977 до 1983 року — космонавт-випробувач групи багаторазової космічної системи «Буран».
1984–1988 роки — льотчик-випробувач Державного науково-дослідного інституту Військово-повітряних сил СРСР.
1988–1996 роки — космонавт-випробувач, льотчик-випробувач багаторазової космічної системи «Буран».
1989 року здобув другу вищу освіту закінчивши Московський авіаційний інститут — літакобудівний факультет за спеціальністю «інженер-механік».
У 1988–1990 роках пройшов інженерну та льотну підготовку за програмою «Буран» як його командир.
Брав участь у відпрацьовуванні глісади зниження за заходження на посадку космічного корабля «Буран» на літаках МіГ-31 та МіГ-25.
У період 1990–1992 років за повною програмою пройшов підготовку як командир транспортного корабля «Союз-ТМ».
Під час підготовки до космічних польотів і в процесі випробувальної роботи пройшов унікальні інженерну та льотну підготовку. Вивчив космічні кораблі «Союз», БТКК «Буран», Орбітальну станцію «Салют», частково орбітальний комплекс «Мир» та американський багаторазовий транспортний космічний корабель (БТКК) «Space Shuttle». Брав участь у розробці та випробуванні авіаційно-космічних систем, у їх ескізному та макетному проєктуванні, а також у льотних випробуваннях систем. Літав на більше ніж 50 типах та модифікаціях літаків різного призначення, в основному — на винищувачах, а також на американському тренувальному літаку Northrop T-38. Загалом провів у небі більше 2 400 годин.
За час підготовки до космічних польотів пройшов підготовку з проведення наукових експериментів на борту космічних літальних апаратів у найрізноманітніших напрямах: біологія, медицина, метрологія, екологія, дослідження природних ресурсів Землі з космосу, геологія, астрономія, геоботаніка.
1990 року за ініціативою майбутнього Президента України Леоніда Кравчука було порушено питання про запуск космічного корабля з українським екіпажем. Пропозицію було підтримано урядом і екіпаж, до складу якого увійшов й Леонід Каденюк, розпочав інтенсивну підготовку. Однак з розпадом СРСР цьому польоту не судилося збутися.

### Підготовка по польоту
Після розпаду Радянського Союзу, вирішив залишитися в Україні. У червні 1995 року відібраний до групи космонавтів Державного космічного агентства України. Тодішній президент України Леонід Кучма особисто говорив з чинним американським президентом Білом Клінтоном, домовляючись за політ українця. Згодом, після досягнення домовленостей між Україною і США про політ українського громадянина на американському космічному кораблі,  розпочав підготовку до польоту в Космічному центрі імені Ліндона Джонсонса, NASA. Підготовка тривала понад рік.
Готуючись до польоту в космос, із квітня по жовтень 1996 року працював науковим співробітником відділу фітогормонології Інституту ботаніки імені М. Г. Холодного НАН України. Також він пройшов підготовку в NASA як спеціаліст з корисного навантаження. За рік до виходу в космос Каденюк разом із родиною переїхав до Сполучених Штатів. Усі члени екіпажу мешкали поблизу Г'юстона.

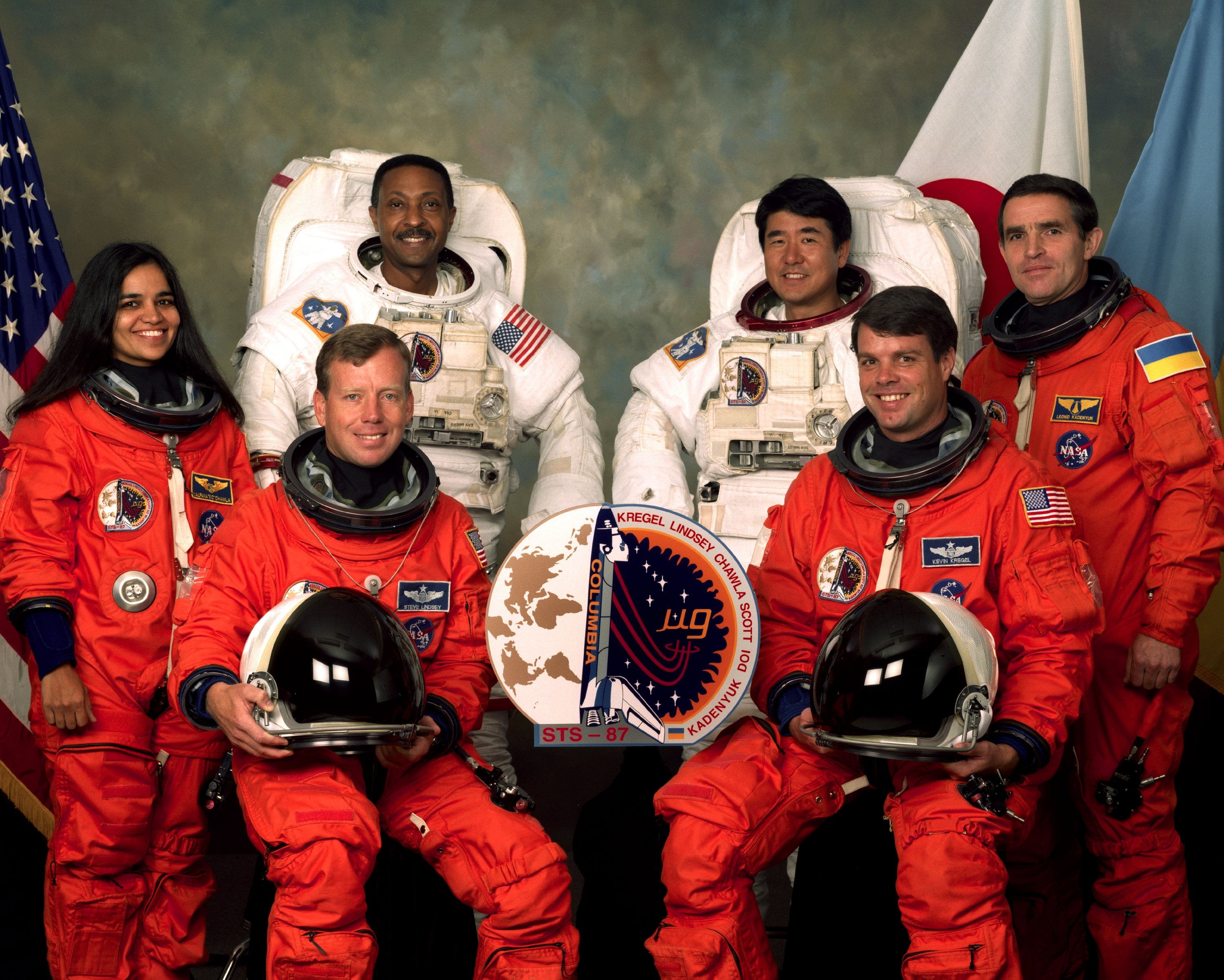
Каденюк з іншими астронавтами місії «STS-87» у Космічному центрі імені Ліндона Джонсона, NASA, вересень 1997 року

Пройшов підготовку в NASA до космічного польоту на американському космічному кораблі багаторазового використання «Колумбія» місії STS-87 як спеціаліст з корисного навантаження. Дублером Каденюка став Ярослав Пустовий.

### Політ у космос
У період від 19 листопада до 5 грудня 1997 року разом з членами екіпажу(чотири американці та один японець) здійснив космічний політ на американському БТКК «Колумбія» місії STS-87. У кожного з космонавтів було своє завдання. Українець виконував роль науковця-біолога. Екіпаж проводив експерименти з трьома видами рослин: ріпою, соєю та мохом. Космонавти мали з'ясувати, як стан невагомості впливає на їх ріст та розвиток. Згідно з програмою протягом польоту Леонід Каденюк виконав десять експериментів. Окрім цього виконувалися експерименти Інституту системних досліджень людини з тематики «Людина і стан невагомості». Це був прорив для України, яка здобула право називатися космічною державою. «Я був першим, хто полетів у космос із українським прапором і виконав завдання українського уряду. 1997 року вперше український гімн пролунав у відкритому космосі», згадував космонавт. Під час польоту в космосі побували три прапори України, тризуб, портрети Тараса Шевченка, Сергія Корольова, Юрія Кондратюка, Миколи Холодного та фото космонавта Леоніда Іванова — друга Каденюка, який загинув так і не побувавши в космосі. За свідченням дружини космонавта, після польоту до космосу змінився і сам Каденюк, бо до тої події він не був побожним та вважав, що людина сама у Всесвіті.
Пізніше український космонавт пригадував, що найскладніше у Космосі було спати, адже у стані невагомості людина може заснути на стелі чи стіні. От українець спав на стіні — йому доводилось фіксувати свій спальний мішок шістьма спеціальними кріпленнями. На одне з найпопулярніших питань журналістів «чи не було страшно», Каденюк лаконічно відповідав «було страшно цікаво». «Крім позитивних вражень, були й негативні від того, що я побачив — це надзвичайно тоненький прошарок атмосфери, який окутує Землю на фоні чорного Космосу. Мене аж жах якийсь пройняв: невже в такому тоненькому прошарку існує життя… Там розумієш наскільки неправильно живе суспільство. Маю на увазі створення ядерної, хімічної зброї — все це засмічує нашу біосферу», — пізніше розповів астронавт.
Під час польоту й пізніше, а саме — від жовтня 1997 по червень 2000 року та в грудні 2010 року — Леонід Каденюк був старшим науковим співробітником Інституту космічних досліджень НАН та ДКА України.
Про свої враження з польоту, Каденюк написав у власній книзі «Місія — Космос».

### Після польоту
Після повернення до України працював у військової авіації, з 1998 року — генерал-майор Збройних Сил України, обіймав посаду начальника авіації військ ППО України, помічника Президента України Кучми з питань авіації і космонавтики, заступник Генерального інспектора Генеральної військової інспекції при Президентові України з питань авіації та космонавтики. У січні 2011 року став радником Прем'єр-міністра України з питань авіації і космонавтики.

### Політична діяльність
У 2002 році став депутатом та приєднався до провладної фракції «За єдину Україну». Протягом 2002—2006 років Леонід Каденюк був народним депутатом Верховної Ради України IV скликання (від «Народної партії»). За час депутатства кілька разів змінював фракції та депутатські групи. Займався питаннями покращення соціального забезпечення військовослужбовців та авіаторів. Входив до складу парламентської слідчої комісії «з розслідування причин кризового стану в авіації в Україні». У висновку комісії йшлося про численні порушення та зловживання в українській авіаційній галузі.

### Творчість
Автор п'яти наукових праць.
Книга «Місія — Космос», що вийшла 2009 року у видавництві «Пульсари», отримала перше місце на конкурсі «Книжка року 2009» в номінації «Обрії» Книжку перевидано 2017 року видавництвом «Новий друк». В ній він пише: «Неймовірні космічні враження неминуче вплинули на моє сприйняття життя на Землі й примусили по-особливому, крізь призму побаченого, відчутого і передуманого в космосі, сприйняти проблеми людського суспільства, з почуттям відповідальності й турботи ставитись до навколишнього світу…»

## Цікаві факти з життя

### Про підготовку до космічних польотів
Стрибок з парашутом розглядається як певний вид тренажера — засіб психологічної підготовки космонавтів. Леонід Каденюк розповідає «Відверто кажучи, палкої любові до стрибків у мене так і не виникло. Я робив їх тому, що це вимагалось».

### Про космічний корабель «Колумбія»
Будівництво «Колумбії» розпочалося 1975 року.
- За період свого існування «Колумбія» здійснила 28 польотів:
- 1-й політ відбувся 12 квітня 1981 року;
- 24-й політ відбувся за участі Леоніда Каденюка 19 листопада 1997 року;
- 28-й політ був останнім — сталася катастрофа під час повернення на Землю, руйнування шатлу та загибель екіпажу — 1 лютого 2003 року.

### Політ на «Колумбії»
Запуск космічного шатла відбувся 19 листопада 1997 року з космічного центру ім. Джона Кеннеді, що знаходиться у штаті Флорида. У лабораторному модулі «Spacelab» проводилися наукові експерименти у галузях астробіології, фізики та матеріалознавства, також було заплановано виходи космонавтів у відкритий космос.
Під час польоту на БТКК «Колумбія» виконував біологічні експерименти спільного українсько-американського наукового дослідження з трьома видами рослин: ріпа, соя і мох. Основна мета проведення експериментів — вивчення впливу стану невагомості на фотосинтетичний апарат рослин, на запліднення та розвиток зародка, на експресію генів у тканинах сої і ріпи, на вміст фітогормонів у рослинах ріпи, на вуглеводневий метаболізм та ультраструктуру клітин пагонів сої, на процес ураження їх патогенним грибом фітофтори.
Крім цих експериментів у космічному польоті виконувалися експерименти Інституту системних досліджень людини з тематики «Людина і стан невагомості».
Цікаво, що на 27 листопада — 9 добу польоту був запланований перший зв'язок з Україною. Вперше з космосу громадянин України вів діалог саме зі своєю державою.
Зі спогадів космонавта: «За 7 діб до старту з метою запобігти інфекційним захворюванням для нашого екіпажу було введено особливий режим — карантин. Він передбачає виключення можливості перебування астронавтів у громадських місцях та будь-яких сторонніх контактів. Нас ізолювали і від сімей. При цьому астронавти знаходяться не лише під пильним наглядом медиків, але й спостереженням психологів».
Леонід Костянтинович згадує: «Кожну вільну хвилину я і мої колеги використовували для спостереження і фотографування Землі та космосу. Такі заняття були найулюбленішими, а я вважав їх ще одним величним і надзвичайно цікавим дослідом на борту „Колумбії“».
День в Україні починається з Гімну. Тому Леонід Костянтинович замовив його для сигналу пробудження екіпажу, який транслювався із Центру управління польотом на борт «Колумбії». Кожен член екіпажу обирав мелодію за власним вподобанням. Таким чином Гімн нашої держави два рази пролунав у космосі над всією планетою.
Дублером Леоніда Каденюка при підготовці до старту «Колумбії» був Ярослав Пустовий — син начальника головного управління Міністерства оборони України з питань науки, розробки, випробувань і закупівель озброєння і військової техніки.

### Про себе
У житті був надзвичайно скромною людиною, завжди ходив пішки, без охорони, їздив метро чи громадським транспортом. Любив собак, опікувався безпритульними тваринами.
У 2006 році блискуче захистив дисертацію на здобуття вченого ступеня кандидата технічних наук.

## Погляди
«Стан невагомості — це фізичний стан, який в умовах постійної дії сили земного тяжіння створити чи змоделювати в якомусь тренажері певний тривалий час практично неможливо. У літаючих літаках-лабораторіях він може бути створений протягом 25—30 секунд. В орбітальному польоті він постійний.»
«Було враження, що йде боротьба двох сил: сили природи, яке представляло собою земне тяжіння і утримувало корабель і не давало відірватись, та сили людського розуму, представлену потужністю ракети», — цитати взято з інтерв'ю у книжці Ігоря Шарова.

## Нагороди
- Відзнака Президента України «Герой України» з врученням ордена «Золота Зірка» — за заслуги перед Українською державою у розвитку космонавтики, визначний особистий внесок у зміцнення міжнародного співробітництва в космічній сфері (3 грудня 1999 р.)[21]
- Орден «За заслуги» III ст. — за значний особистий внесок у розвиток ракетно-космічної галузі, вагомі трудові здобутки у створенні та впровадженні космічних систем і технологій, високу професійну майстерність (12 квітня 2011 р.)[22]
- Відзнака Президента України — орден «За мужність» I ступеня — за визначний внесок у піднесення міжнародного авторитету національної космічної галузі, особисту мужність і героїзм, виявлені під час проведення українсько-американських наукових досліджень на борту космічного корабля «Колумбія» (19 січня 1998 р.)[23]
- Відзнака «Іменна вогнепальна зброя» — за особисті заслуги у забезпеченні обороноздатності України, зразкове виконання військового та службового обов'язку (25 січня 2001 р.)[24]
- Медалі СРСР «50 років Збройних Сил СРСР», «60 років Збройних Сил СРСР», «70 років Збройних Сил СРСР», «За бездоганну службу» I, II, III ст.
- Медаль «За космічний політ» (НАСА, 1997)
- Почесне звання «Народний посол України» [Архівовано 4 березня 2016 у Wayback Machine.], яким відзначають громадян України та іноземців за великий особистий внесок у зміцнення міжнародного авторитету України
- Медаль «На славу Чернівців»

## Смерть
Раптово помер 31 січня 2018 року під час традиційної ранкової пробіжки в районі Царського Села в Києві, ще до приїзду карети швидкої допомоги. За попередньою інформацією Леонід Костянтинович помер від серцевого нападу.

### Прощальна церемонія
Відбулася 2 лютого 2018 року в Києві у приміщенні Клубу Кабінету міністрів України.

### Поховання

Могила Леоніда Каденюка

Похований на Байковому кладовищі у Києві (ділянка № 42а).

### Офіційні співчуття
Офіційні співчуття висловили Президент України Петро Порошенко, Голова Верховної Ради України Андрій Парубій, Прем'єр-Міністр України Володимир Гройсман, Рада національної безпеки і оборони України, Національна академія наук України, Чернівецька обласна державна адміністрація, Національний університет «Львівська політехніка», Київський міський голова — Голова КМДА Віталій Кличко, Чернівецька міська Рада, Хотинська райдержадміністрація, Міський голова Львова Андрій Садовий, Клішковецька об'єднана територіальна громада (на території громади було оголошено триденний траур).

## Вшанування пам'яті
У листопаді 1997, щойно заснований Київський годинниковий завод випустив серію сувенірних годинників присвячених польоту першого українського космонавта з прапорами США та України (годинники були створені на основі російських годинникових механізмів «Полет»). Це був перший годинник випущений заводом. Сам Каденюк під час підготовки і в ході виконнаня місії STS-87 використовував два хронографа «Полет».
У січні 1998 року рішенням сесії Клішковецької сільської ради Леоніду Каденюку присвоєно звання Почесний житель села Клішківці, а також вулицю Олександра Матросова на якій знаходиться родинний будинок Каденюків перейменовано на вулицю Леоніда Каденюка.
У квітні 2018 року у селі Новомиколаївка Мелітопольського району Запорізької області вулиця Островського перейменована на честь Леоніда Каденюка.
11 квітня 2018 у селі Клішківці Хотинського району Чернівецької області, на фасаді школи, у якій він навчався, відкрито меморіальну дошку.
19 червня 2018 року Верховна Рада України прийняла постанову «Про увічнення пам'яті першого космонавта України, Героя України Леоніда Каденюка».
20 червня 2018 на черговій сесії Чернівецької міської ради ухвалено рішення про перейменування міського клубу юних техніків «Кварц» на Чернівецький центр юних техніків та присвоєння йому імені Леоніда Костянтиновича Каденюка.
28 січня 2019, у Київському планетарії було представлено нагороду «Зірка космонавта Каденюка», а також шеврон космічної місії STS-87 з колекції музею та сувенірний годинник виробництва Київського годинникового заводу.
30 серпня 2019 році у селі Клішківці Хотинського району Чернівецької області на площі перед школою імені Каденюка, відкрили пам'ятник космонавту.

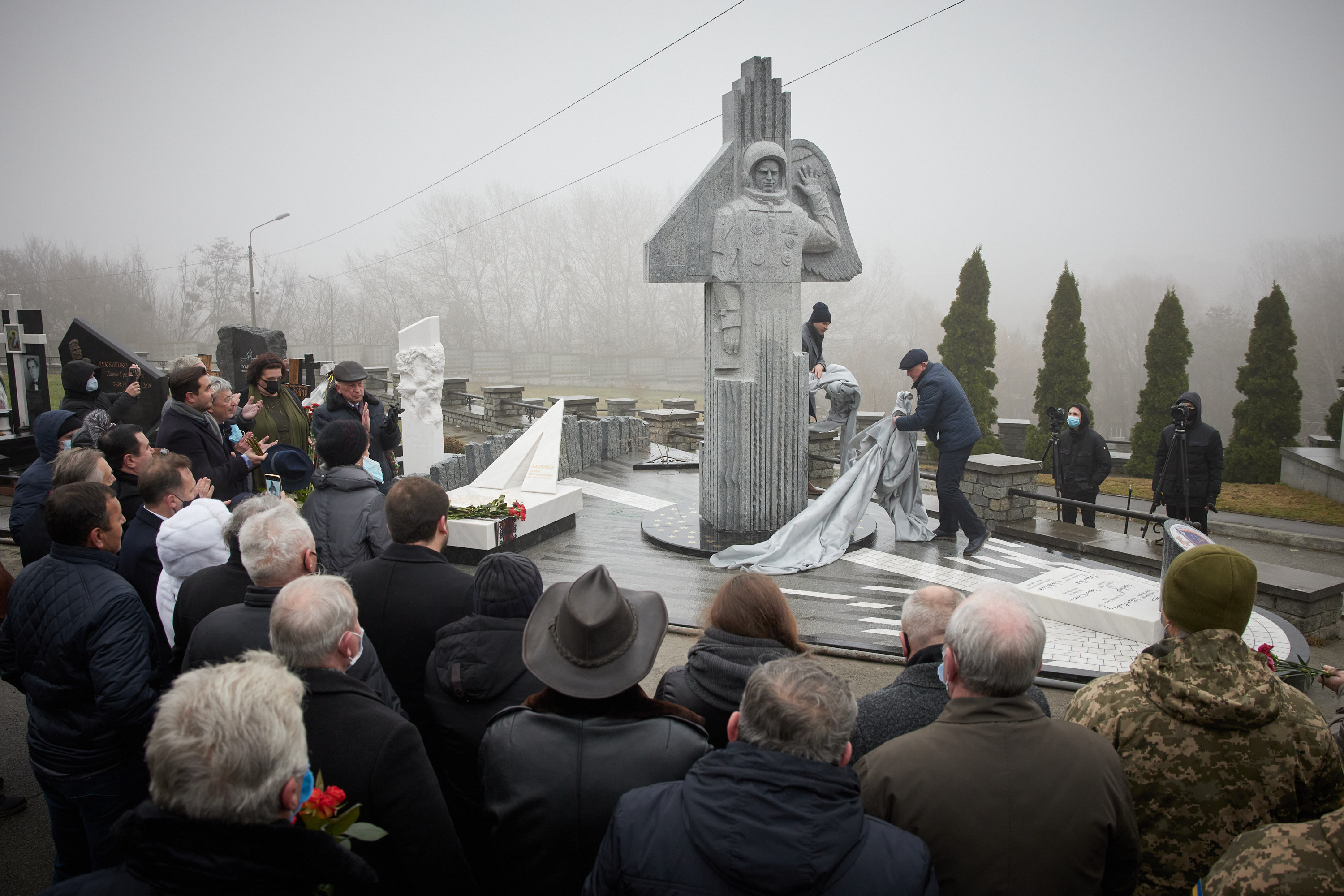
Відкриття монументу Леоніду Каденюку на Байковому кладовищі 5 грудня — у 23-тю річницю повернення Леоніда Каденюка з космосу

26 листопада 2020 року Національний банк України випустив першу сувенірну неплатіжну банкноту з вертикальним дизайном «Леонід Каденюк — перший космонавт незалежної України».
5 грудня 2020 року на Байковому кладовищі президент України Володимир Зеленський взяв участь у відкритті пам'ятника Леоніду Каденюку.
У місті Хотин Чернівецької області вулицю Терешкової перейменували на вулицю Леоніда Каденюка.
2021 року у місті Малин Житомирської області вулицю Терешкової перейменували на вулицю Космонавта Каденюка.
2021 року у місті Великі Мости Львівської області вулицю Терешкової перейменували на вулицю Каденюка.
19 квітня 2022 року в місті Чоп вулицю Гагаріна перейменували на вулицю Леоніда Каденюка.
29 квітня 2022 року в місті Красилів Хмельницької області вулицю Гагаріна перейменували на вулицю Леоніда Каденюка.
6 травня 2022 року в місті Бориспіль вулицю Юрія Гагаріна перейменували на вулицю Леоніда Каденюка.
6 травня 2022 року в місті Бровари вулицю Поповича перейменували на вулицю Каденюка Леоніда.
13 квітня 2023 року в Києві проспект Юрія Гагаріна перейменували на проспект Леоніда Каденюка.
Червень 2023 року у місті Конотоп, Сумської області, вулицю Гагаріна перейменували на вулицю Леоніда Каденюка.
29 квітня 2024 року в Харкові вулицю Танкопія перейменували на вул. Каденюка 47